# 阿里库尔 (上马恩省)
阿里库尔（法語：Harricourt，法語發音：[aʁikuʁ]）是法国上马恩省的一个旧市镇，属于肖蒙区。1973年1月1日，阿里库尔与邻近的6个市镇并入科隆贝双教堂村，后者于2017年1月1日与市镇拉莫特昂布莱西合并为新的科隆贝双教堂村。

## 地理
阿里库尔（48°16'21.33"N, 4°55'10.11"E）面积6.64 平方千米，位于法国大東部大區上马恩省，该省份为法国东北部内陆省份，北起马恩省和默兹省，西接奥布省，西南接科多尔省，东南接上索恩省，东临孚日省。
阿里库尔的时区为UTC+01:00、UTC+02:00（夏令时）。

## 行政
阿里库尔的邮政编码为52330，INSEE市镇编码为52238。

## 人口
阿里库尔于2018年1月1日时的人口数量为47人。